# Universidad Católica de Ávila
La Universidad Católica Santa Teresa de Jesús de Ávila, conocida también como Universidad Católica de Ávila (UCAV), es una universidad privada y católica, ubicada en Ávila, Castilla y León (España). Su nombre rinde homenaje a santa Teresa de Jesús.

## Historia
La Universidad Católica «Santa Teresa de Jesús» de Ávila (UCAV) surgió el 24 de agosto de 1996 bajo la tutela del Obispado de Ávila y gracias al empeño de las principales fuerzas sociales y empresariales de la ciudad.
Se trata de una universidad católica, canónicamente instituida a tenor del Artículo 3.1 de la constitución apostólica Ex Corde Ecclesiae del 15 de agosto de 1990; y civilmente amparada por el acuerdo entre el Estado español y la Santa Sede sobre Enseñanza y Asuntos Culturales, de 3 de enero de 1979.
Entre 1996 y 1998 la Junta de Castilla y León autorizó la implantación de las enseñanzas que había solicitado la Universidad, y entre 1999 y 2001 autorizó su puesta en funcionamiento y se homologaron todas las titulaciones de la Universidad.
Actualmente la Universidad utiliza la plataforma en línea Blackboard.
En 2021, Forbes incluyó a la Universidad Católica de Ávila entre las 20 mejores universidades de España.

## Centros docentes

### Facultades
Imparte programas de estudios adaptados al Espacio Europeo de Educación Superior en cuatro facultades y una escuela de postgrado:
- Facultad de Ciencias Sociales y Jurídicas
- Facultad de Humanidades y Educación
- Facultad de Ciencias y Artes
- Facultad de Ciencias de la Salud
- Escuela de Negocios Ávila Business School

### Centros adscritos

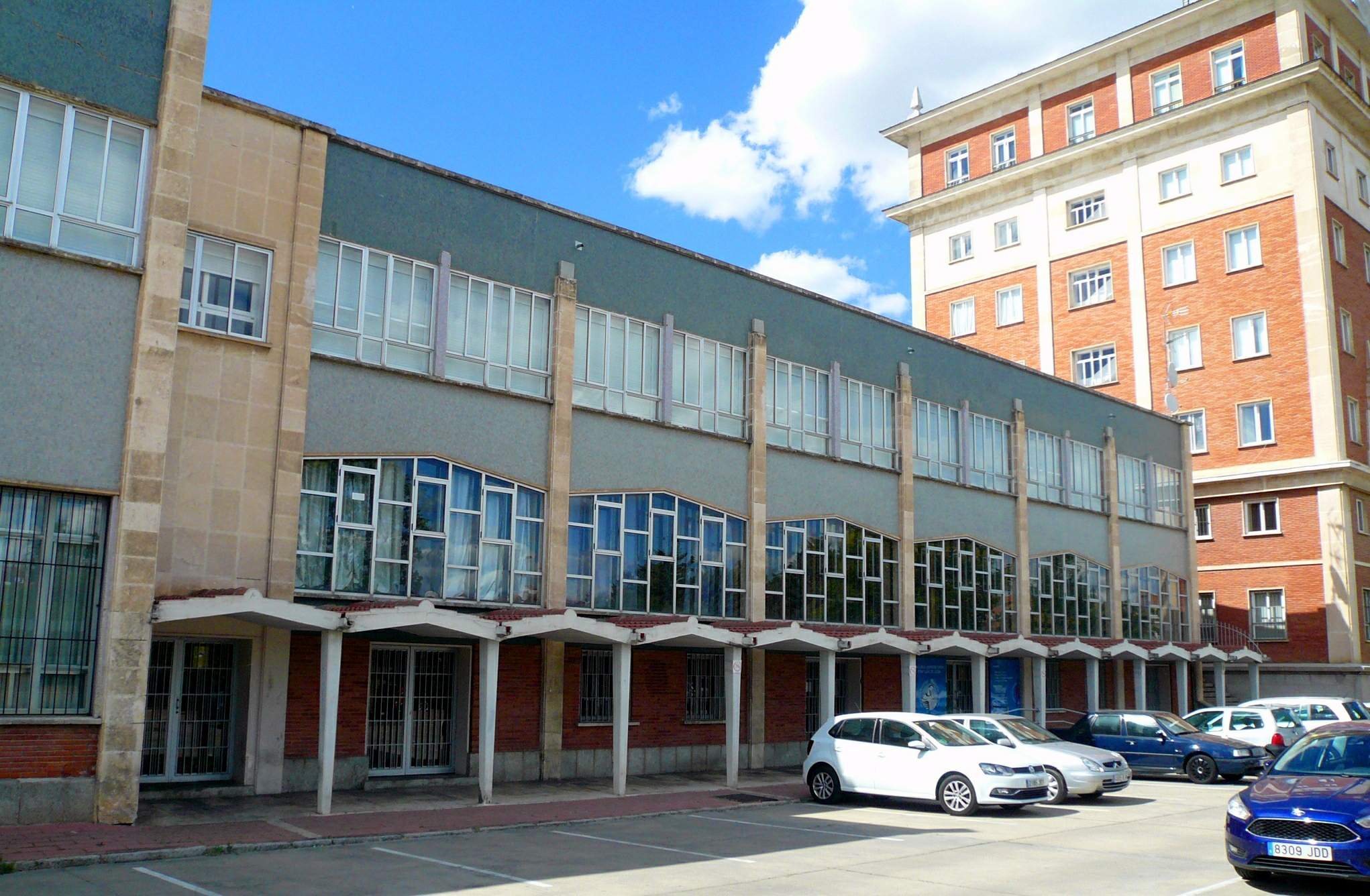
Escuela Universitaria de Magisterio Fray Luis de León, en Valladolid.

- Escuela Universitaria de Magisterio Fray Luis de León, Valladolid
- Escuela Técnico Profesional en Ciencias de la Salud Clínica, Mompía (Santa Cruz de Bezana, Cantabria)
- Escuela Internacional de Profesionales y Empresas (EIPE), en línea

## Colegios mayores y residencias
- Colegio mayor masculino “Magistral Antonio de Honcala”
- Residencia femenina “Tellamar”
- Residencia femenina “Miravalle”
- Residencia mixta “Santo Tomás”
- Residencia mixta “Arturo Duperier”

## Campus
La UCAV se estructura en dos campus:
- Campus de los Canteros, en la calle Canteros de Ávila. Edificio propiedad de la Diputación de Ávila,[8] de estilo neoherreriano, que fue inaugurado el 20 de septiembre de 1954 como Colegio de Huérfanos de Ferroviarios de Ávila, clausurado en junio de 1979. Entre 1980 y 1985 albergó la Escuela Nacional de Policía, y desde 1996 es la sede de la Universidad Católica de Ávila, junto con la UNED.[9]
- Campus de la Inmaculada, en la Avenida de la Inmaculada, 1A, Ávila